# 培拉特和吉羅卡斯特歷史中心
培拉特和吉羅卡斯特歷史中心是涵蓋阿爾巴尼亞兩座城市－培拉特和吉羅卡斯特的世界文化遺產，吉羅卡斯特最早於2005年7月15日被列入，而培拉特則於2008年與其合併列入。兩城的建築是鄂圖曼帝國時期的罕見例子。
培拉特城的建築物均有一整列的直立式窗戶，因此常被稱為「千窗之城」，也被視為阿爾巴尼亞的建築瑰寶之一。曾統治過該地的伊利里亞人、古希臘人、羅馬人、拜占庭人及鄂圖曼人的痕跡依然明顯，包括城中的城堡、豪宅、教堂及清真寺等建築，以及各種壁畫、聖像畫等都被完整保存。
吉羅卡斯特城內的大多數老房屋均覆蓋平整的石頭，因而被稱為「石頭之城」。該城延綿在德里諾河谷一側且四面環山，如同大多數的阿爾巴尼亞城市一樣，吉羅卡斯特擁有曾征服或統治該地的各種文明之建築遺跡。

## 圖片

### 培拉特
- 芒格勒姆區（Mangalem）
- 戈里卡區（Gorica）
- 培拉特城堡（英语：Berat Castle）
- 城堡內的房屋
- 聖三一教堂（英语：Holy Trinity Church, Berat）
- 單身清真寺（英语：Bachelors' Mosque）
- 聖西奧多教堂（英语：Church of St. Theodore (Berat)）內的濕壁畫